# 德維爾齊 (別列扎內區)
49°33′45″N 24°52′7″E / 49.56250°N 24.86861°E
德維爾齊（烏克蘭語：Двірці）是位於烏克蘭西南部的村莊，由泰爾諾皮爾州泰爾諾皮爾區的納拉伊夫市鎮負責管轄。該村始建於1454年，面積2.2平方公里，2014年人口161，人口密度每平方公里881.8人。